# Laverne Cox
Pour les articles homonymes, voir Cox.
Laverne Cox, née le 29 mai 1972 à Mobile (Alabama), est une actrice américaine.
Elle est révélée au grand public par son rôle de Sophia Burset dans la série Orange Is the New Black. Son interprétation, saluée par la critique, lui permet de devenir en 2014 la première personne ouvertement transgenre à être nommée aux Emmy Awards dans une catégorie artistique et la première à faire la couverture du Time Magazine.
Elle est également chanteuse et sort son premier single, Beat For The Gods, en février 2018.

## Biographie

### Enfance et formation
Laverne Cox naît le 29 mai 1972 à Mobile, dans l'Alabama,. Elle reçoit un prénom masculin ; son prénom actuel, Laverne, vient de son second prénom. Elle a un frère jumeau, Reginald Lamar, connu sous le nom de M Lamar (celui-ci interprète le personnage pré-transition de Sophia Burset, Marcus, dans Orange Is the New Black). Les jumeaux sont élevés par leur mère qui est célibataire.
Peinant à adopter les comportements prescrits aux garçons, confrontée à l'homophobie ambiante et aux brimades quotidiennes de ses camarades de classe, Laverne Cox tente de se suicider à l'âge de 11 ans,. Au lycée, elle suit des cours de danse classique.
Après ses études dans l'Alabama School of Fine Arts (en) de Birmingham en Alabama, Laverne Cox part habiter à New York pour étudier au Marymount Manhattan College de New York, où elle commence des cours pour développer ses talents d'actrice. Elle enchaîne ensuite les petits boulots et entame un long processus médical de transition par hormonosubstitution.

### Carrière

#### Cinéma indépendant et émission de télévision (2000-2012)
Au début des années 2000, Laverne Cox signe ses premiers contrats dans des films indépendants et méconnus du grand public. En 2008, elle fait une apparition dans une émission de téléréalité produite par le rappeur américain Sean Combs.
En 2010, elle présente et produit une émission de télévision intitulée TRANSform Me. L'émission de relooking suit et accompagne des personnes transgenres face à une équipe de stylistes. Elle devient à cette occasion la première femme trans afro-américaine à produire et présenter sa propre émission,.

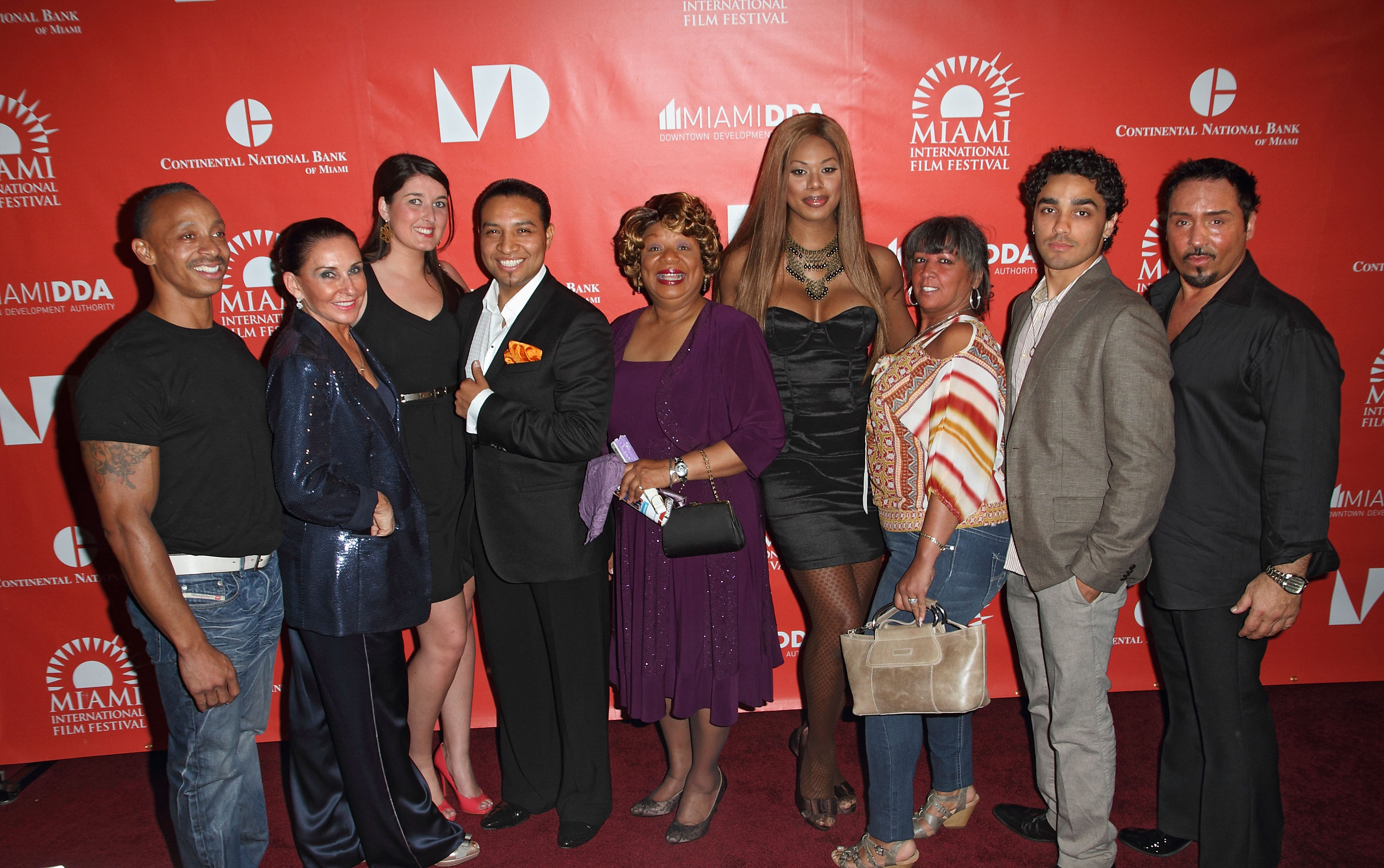
Le casting du film Musical Chair, lors du Festival international du film de Miami, en 2012.

En 2011, elle décroche un second rôle dans la romance dramatique indépendante Musical Chairs aux côtés de Leah Pipes et E. J. Bonilla. Son interprétation est saluée par la critique et lui vaut le titre de meilleure actrice dans un second rôle lors du festival du film indépendant de Massachusetts, en 2013.
Parallèlement à ses premières activités, afin de subvenir à ses besoins et de pouvoir payer son loyer, elle se produit sur scène, quelques soirs par semaine, dans un restaurant de drag-queens, le Lucky Cheng's. L'actrice déclarera par la suite avoir rencontré des difficultés financières importantes qui la menacèrent d'expulsion.

#### OITNBet révélation médiatique (2013-2017)

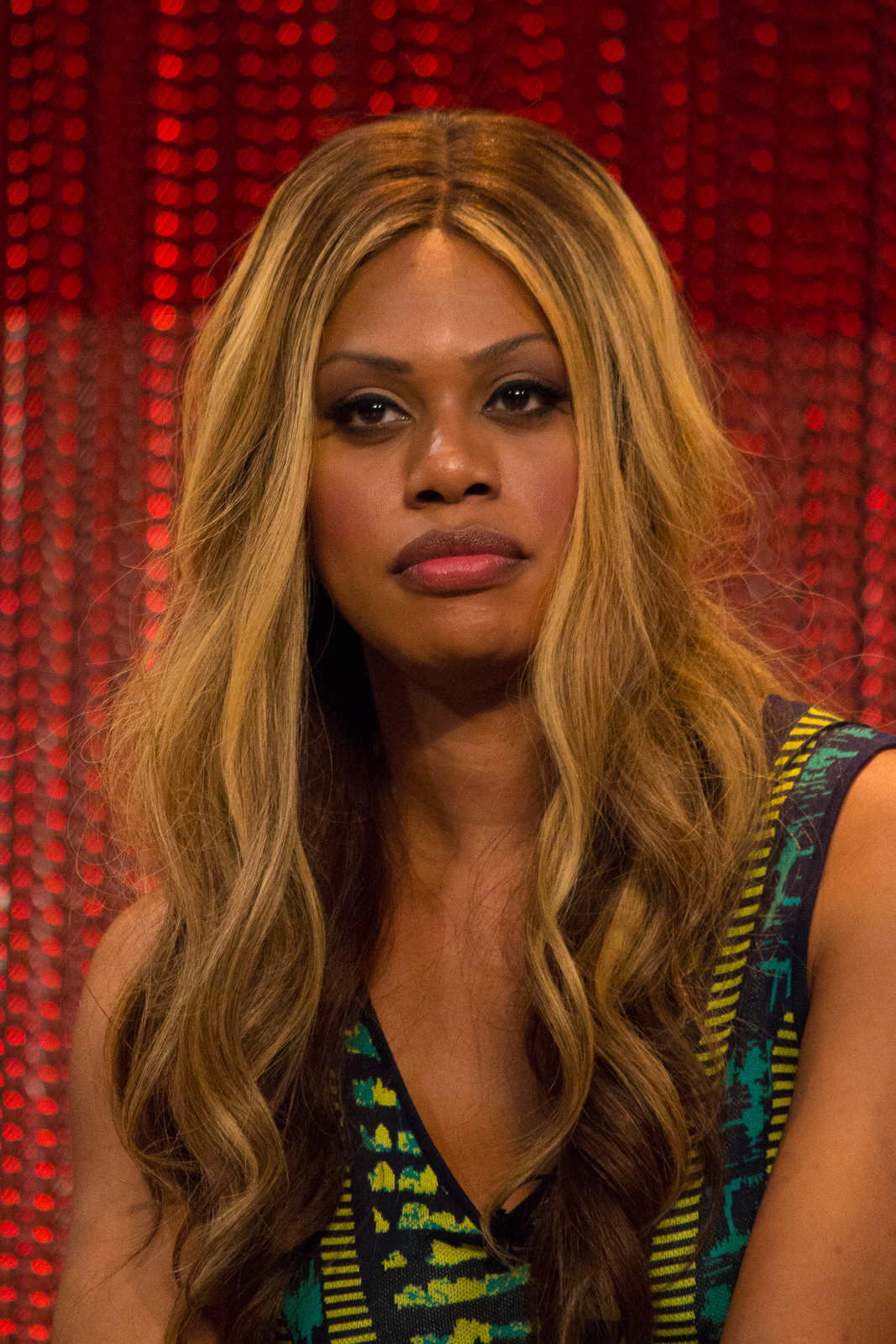
Laverne Cox, en 2014, lors d'une soirée organisée en l'honneur de Orange Is the New Black.

C'est son rôle de Sophia Burset dans Orange Is the New Black (OITNB) qui la révèle au grand public et lui permet d'acquérir une notoriété publique importante. Alors que l'actrice est à deux doigts de laisser tomber son rêve d'une carrière dans le milieu du divertissement, Orange Is the New Black est l'une des deux premières séries produites par Netflix avec House of Cards et elle rencontre un succès important, elle est l'une des séries les plus plébiscitées par le public et la critique de ces dernières années. Elle a, par exemple, remporté des prix lors de la cérémonie des Screen Actors Guild Awards et lors des Emmy Awards (l'équivalent des Oscars pour la télévision). Elle est la première personne ouvertement transgenre à être nommée aux Emmy Awards dans une catégorie artistique, et la première à être nommée depuis la compositrice et musicienne Angela Morley en 1990.[réf. nécessaire][pas clair]. En 2014, Cox est aussi devenue la première personne transgenre à faire la couverture du Time Magazine,.
La série est considérée comme un show peu conventionnel qui libère les clichés sur les femmes et l'univers carcéral. À titre personnel, son interprétation est citée pour un Critics' Choice Television Awards de la meilleure actrice dans un second rôle dans une série télévisée comique et elle est nommée pour le Primetime Emmy Awards 2014 de la meilleure actrice invitée dans une série télévisée comique devenant la première actrice ouvertement transgenre, qui plus est afro américaine, à être citée lors de cette prestigieuse cérémonie,.

En juin 2014, elle apparaît dans le clip de John Legend : You & I (Nobody in The World). Cox a fait la couverture du magazine Essence d'octobre 2014 avec les actrices Alfre Woodard, Nicole Beharie, et Danai Gurira, et du C☆NDY magazine de décembre 2014, avec 13 autres femmes transgenres (dont Janet Mock, Geena Rocero, Isis King ou encore Carmen Carrera), dans un shooting photo inspiré des couvertures de Vanity Fair. Elle produit également un documentaire, Laverne Cox Presents: The T Word, diffusé le 17 octobre 2014 sur MTV États-Unis, traçant la vie de jeunes hommes et femmes trans âgés de 12 à 24 ans.

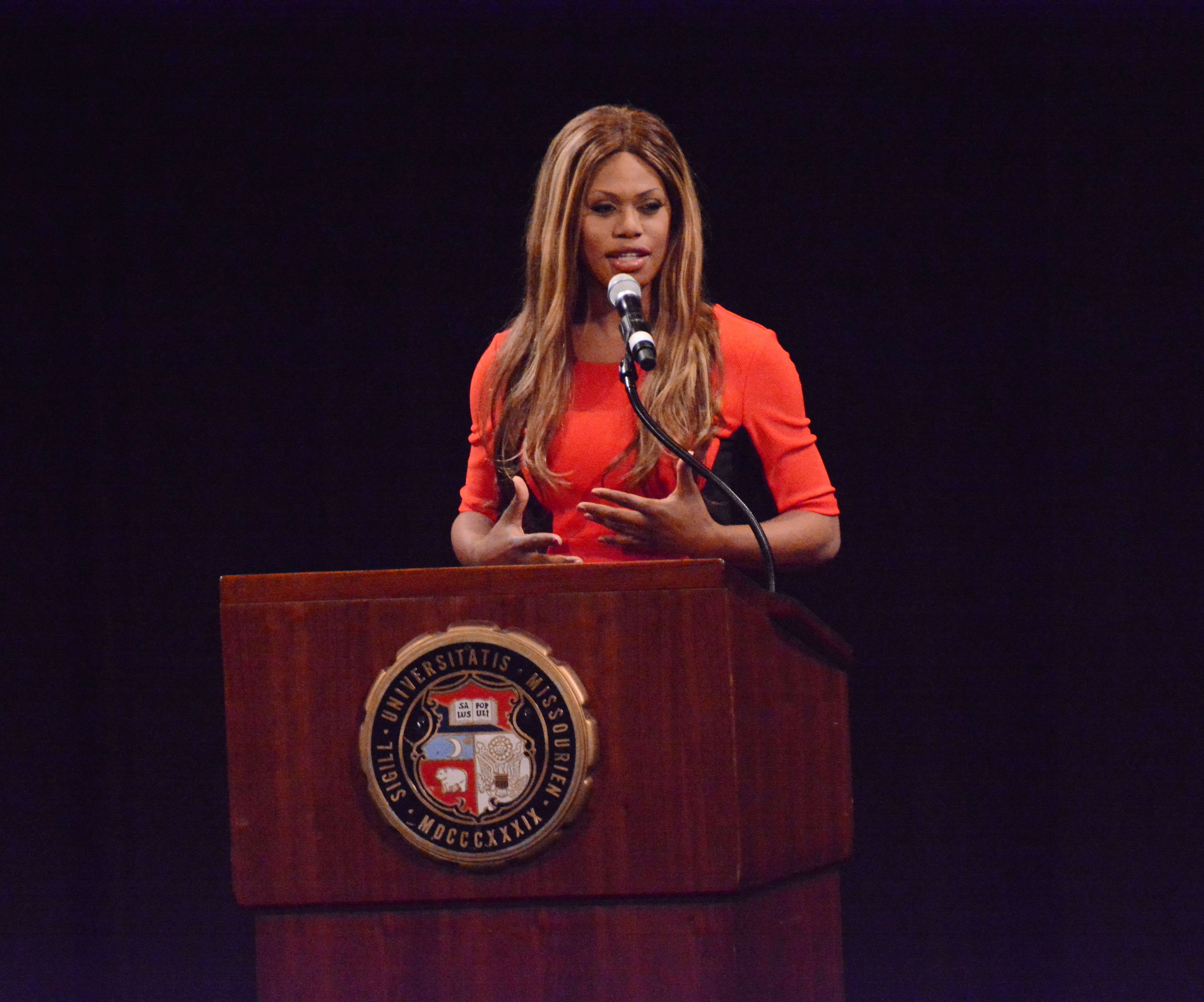
Laverne Cox, en 2014, lors d'une convention pour la campagne nationale « Is not I a Woman? », qui favorise l'intégration des personnes transgenres.

Elle défend également la cause transgenre, en sensibilisant sur les difficultés quotidiennes que vit cette partie de la population. Elle prépare un mémoire sur le sujet. Elle reçoit, cette même année, lors de la 23e cérémonie des GLAAD Media Awards, un GLAAD Award des mains d'Elliot Page, récompensant sa lutte pour faire reconnaître la communauté transgenre. Cette année-là, elle est aussi élue Femme de l'année par le magazine Glamour. Elle reçoit aussi, le Online Film & Television Association de la meilleure actrice invitée dans une série comique.
Depuis 2015, elle a son double de cire au musée Madame Tussauds de San Francisco,. Cette même année, le documentaire qu'elle a produit est récompensé par un prix spécial lors de la cérémonie des Daytime Emmy Awards. À partir de cette année, elle est citée pour le NAACP Image Awards de la meilleure actrice dans un second rôle, jusqu'en 2017. Cette cérémonie honore les meilleurs professionnels de la communauté afro-américaine.

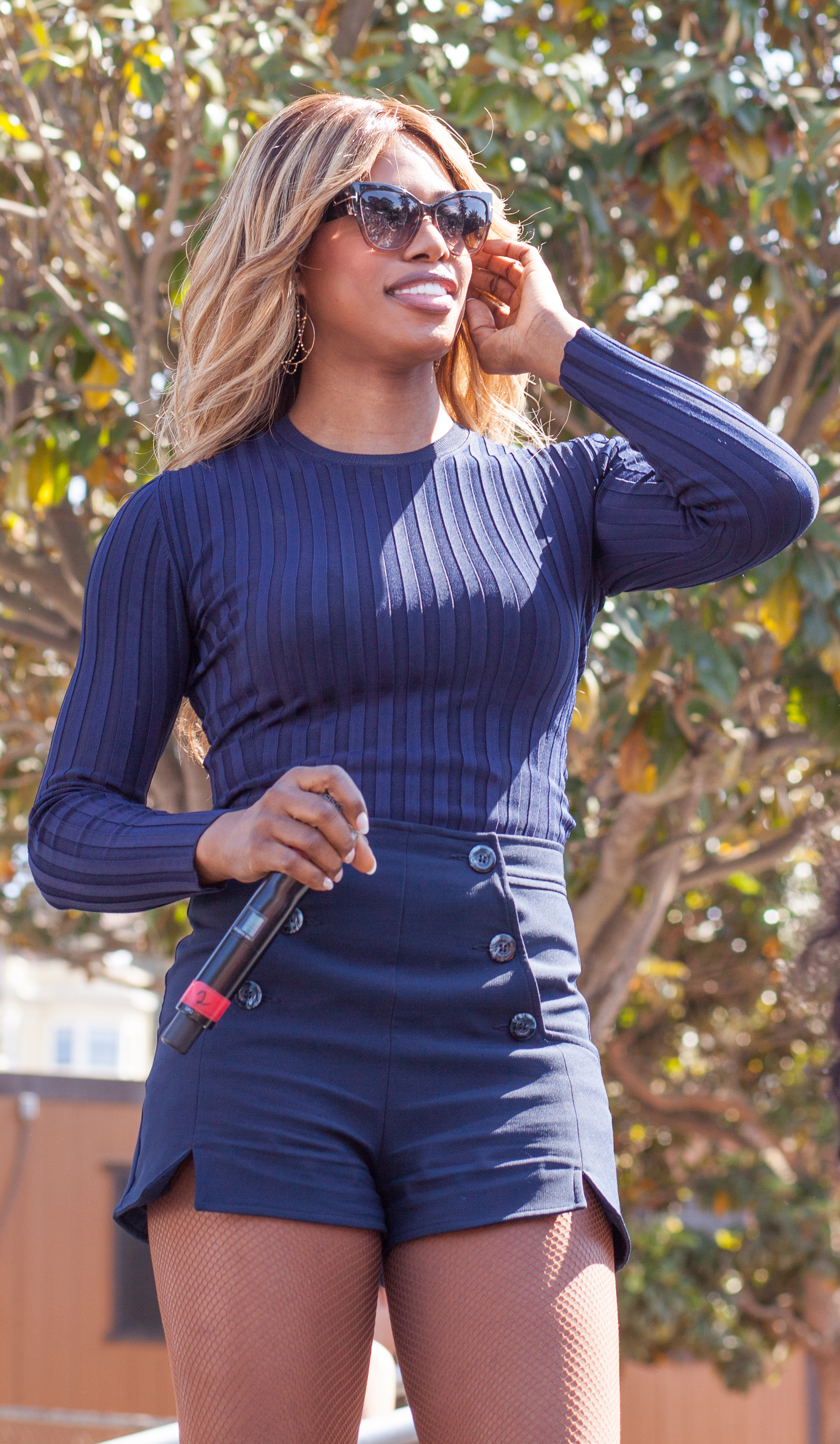
Lors de la Trans March de San Francisco, en 2015.

En octobre 2016, forte d'une nouvelle popularité, elle chante et joue le rôle du Dr Frank N. Furter dans le remake du film The Rocky Horror Picture Show, diffusé en prime time sur la FOX pendant la période d'Halloween. Elle prépare et produit un documentaire, Free Cece, sur la vie de Cece Mc Donald, une femme trans incarcérée dans une prison pour hommes après s'être défendue contre un agresseur transphobe. La production est présentée en 2016.
Début 2017, elle rejoint la distribution principale de la série télévisée dramatique Doubt, du réseau CBS, également portée par Katherine Heigl. Elle raconte l’histoire de Sadie Ellis, une avocate brillante d’une grande firme juridique qui s’éprend de son client, Billy Brennan, un chirurgien pédiatrique altruiste accusé d’avoir assassiné sa petite amie vingt-quatre ans plus tôt. Particulièrement impliquée dans cette affaire, elle va devoir déceler le vrai du faux, mettant autant sa carrière que son bonheur en danger. La série est annulée prématurément, faute d'audiences suffisantes, au bout de deux épisodes seulement. La chaîne décide cependant de programmer les autres épisodes durant l'été.
La même année, elle est rattachée à un projet de série télévisée en développement pour le réseau ABC et produit par Elizabeth Banks. La série comique intitulée The Trustee devait suivre le quotidien d'un groupe d'amies avant d'être finalement rejetée par la chaîne. En juin 2017, Laverne Cox décroche une deuxième nomination aux Emmy Awards, cette fois ci dans la catégorie meilleure actrice invitée dans une série télévisée dramatique grâce à sa participation à la cinquième saison d'Orange Is the New Black, dans un arc narratif de quelques épisodes.
L'actrice renoue ensuite avec le réseau ABC ainsi qu'avec l'actrice et productrice Elizabeth Banks pour tenir le rôle principal d'une série télévisée dramatique intitulée Spirited, dans laquelle elle incarne une fausse médium qui, du jour au lendemain, découvre qu'elle peut réellement communiquer avec les morts et qui choisit alors de se servir de ses dons pour aider les gens. Mais à ce jour seul un pilote a été tourné.

#### Diversification et poursuite de carrière (2018-)
Elle sort son premier single en tant que chanteuse, Beat For The Gods, le 23 février 2018. Le clip est disponible sur sa chaîne Youtube, LaverneCoxVEVO. La chanson se classe dans le top 50 des charts Dance aux États-Unis. La même année, elle est choisie pour présenter les nominations de la 25e cérémonie des Screen Actors Guild Awards.
En 2019, sort la septième et dernière saison d'Orange Is the New Black qui connaît un large succès. Son intervention lui vaut une troisième nomination pour un Emmy Award pour le Primetime Emmy Award de la meilleure actrice invitée dans une série télévisée dramatique. La même année, elle participe à la création de Jordan Peele, l'ambitieuse série télévisée qui mélange science-fiction et comédie parodique, Weird City. Cette série d'anthologie se déroule dans un monde dystopique dont chaque épisode aborde un sujet qui rapporte à l'Amérique et au monde contemporain. Elle est l'une des têtes d'affiche aux côtés de Dylan O'Brien et Rosario Dawson mais aussi Sara Gilbert et Ed O'Neill,. Aussi, elle rejoint la série de sketchs produite par Issa Rae pour le réseau HBO, A Black Lady Sketch Show, qui met en scène de nombreuses personnalités afro-américaines reconnues telles que Angela Bassett, Aja Naomi King, Yvonne Orji, Yvette Nicole Brown, Kelly Rowland et d'autres.
Puis, elle intègre la distribution principale d'une série développée par Shonda Rhimes pour la plateforme Netflix, Inventing Anna, aux côtés de Anna Chlumsky, Julia Garner, Katie Lowes et Alexis Floyd. Cox incarne Kacy Duke, une entraîneuse et coach de vie de célébrités.

### Vie privée
Laverne Cox est longtemps restée secrète sur son âge mais, en considérant ses déclarations sur son adolescence (elle était fan de Destiny's Child ou Britney Spears, elle a joué dans son premier film au début des années 2000 alors qu'elle était à l'université, et elle remboursait son prêt étudiant jusqu'en 2017), les médias ont pendant plusieurs années considéré qu'elle était née aux alentours de 1984. Lorsqu'elle avait évoqué son âge sur le plateau de James Corden en 2015, Laverne Cox indiquait avec humour être âgée d'au moins 21 ans (« over 21 »). Le site Internet Movie Database indique toutefois qu'elle serait née en 1972. En janvier 2019 lors d'une prise de parole durant une conférence à laquelle elle participait au Texas, Laverne Cox confirme être née en 1972, indiquant ensuite lors d'une interview sur le plateau d'Ellen Degeneres en 2022 n'avoir pas voulu clarifier son âge pour que cela ne l'empêche pas d'obtenir certains rôles.
Cox a évoqué à maintes reprises être une grande fan de Leontyne Price et de Beyoncé. En 2017, elle participe notamment à la nouvelle collection lancé par Ivy Park, marque créée par Beyoncé.
Laverne Cox a été en couple avec le réalisateur canadien Jono Freedrix jusqu'en 2017 ; cette relation était au départ une rumeur, qui a ensuite été confirmée par Laverne Cox elle-même en 2018[réf. nécessaire]. En mars 2018, elle révèle qu'elle est en couple depuis plusieurs mois avec un jeune homme qu'elle a rencontré sur Tinder,.
Début 2018, elle devint la première femme transgenre à faire la couverture du magazine féminin Cosmopolitan,. En mai 2018, elle est récompensée par le planning familial de New York, pour son action en tant que porte-parole des droits LGBT,.

## Filmographie

### Cinéma

#### Courts métrages
- 2000 : Betty Anderson de Mako Kamitsuna : Deirdre
- 2008 : All Night de Gregory Kershaw : Layla
- 2012 : Migraine de Matthew Bonifacio : Lola

#### Longs métrages
- 2004 : The Kings of Brooklyn de Lance Lane : Une fille
- 2009 : Uncle Stephanie de Agustin McCarthy : Stephanie
- 2010 : Bronx Paradise de Wayne Gurman et William Lappe : Hooker
- 2011 : Musical Chairs de Susan Seidelman : Chantelle
- 2011 : Carla de Eli Hershko : Cinnamon
- 2012 : The Exhibitionists de Michael Melamedoff : Blithe Stargazer
- 2013 : 36 Saints de Eddy Duran : Genesuis
- 2014 : Grand Street de Lex Sidon : Chardonnay
- 2015 : Grandma de Paul Weitz : Deathy
- 2017 : Freak Show de Trudie Styler : Felicia Watts
- 2019 : Un secret bien gardé (Can You Keep A Secret ?) de Elise Duran : Cybill
- 2019 : Charlie's Angels d'Elizabeth Banks : une formatrice de l'agence (caméo)
- 2019 : Disclosure: Trans Lives on Screen : elle-même
- 2020 : Promising Young Woman d'Emerald Fennell : Gail
- 2024 : Uglies de McG : Dr Cable
- 2025 : La Ferme des animaux (Animal Farm) d'Andy Serkis : Puff (voix)
- 2025 : Outcome, de Jonah Hill : Virginia

### Télévision

#### Émissions de télévision
- 2008 : I Want to Work for Diddy : elle-même (2 épisodes)
- 2010 : TRANSform Me : elle-même (présentatrice - 10 épisodes)
- 2014 - 2015 : The Insider : elle-même (6 émissions)
- 2014 - 2016 : Entertainment Tonight : elle-même (10 épisodes)
- 2014 - 2017 : E! Live from the Red Carpet : elle-même (8 émissions)
- 2014 - 2017 : The View : co-présentatrice (6 émissions)
- 2015 - 2016 : Talk Stoop with Cat Greenleaf : elle-même (4 émissions)

#### Séries télévisées
- 2008 : New York, unité spéciale (Law and Order: Special Victims Unit) : Candayce (saison 9, épisode 16)
- 2008 : New York, police judiciaire (Law and Order) : Minnie (saison 19, épisode 6)
- 2009 : Bored to Death : une prostituée (saison 1, épisode 1)
- 2013 - 2019 : Orange Is the New Black : Sophia Burset (récurrente - 40 épisodes)
- 2014 : Faking It : Margot (saison 2, épisode 4)
- 2014 : Girlfriends' Guide to Divorce : Adele Northrop (saison 1, épisode 4)
- 2015-2017 : The Mindy Project : Sheena, cousine de Tamra (saison 3, épisode 20, voix saison 4, épisode 3 et saison 6, épisode 6)
- 2017 : Doubt : Cameron Wirth (saison 1, 13 épisodes)
- 2017 : The Trustee : Amanda Jones (pilote non retenu par Warner Bros. Television[20])
- 2017 : Dear White People : Cynthia Fray (1 épisode)
- 2018 : Spirited : (pilote non retenu par ABC)
- 2019 : Larry et son nombril : elle-même (1 épisode)
- 2019 : Weird City : Liquia (saison 1, épisode 4)
- 2019 : Tuca & Bertie : Ebony Black / Juge Sparrow (voix, 1 épisode)
- 2019 : Dear White People : Cynthia Fray (saison 3, épisode 7)
- 2019 : A Black Lady Sketch Show
- 2021 : Blacklist : Dr Laken Perillos (saison 8, épisode 10)
- 2022 : Inventing Anna : Kacy Duke
- 2025 :  Clean Slate : Desiree Slate (8 épisodes)

#### Téléfilms
- 2016 : The Rocky Horror Picture Show: Let's Do the Time Warp Again de Kenny Ortega : Dr Frank N Furter

#### Clips musicaux
- 2018 : Bruised de Mila Jam (en)
- 2018 : Beat for the Gods de Laverne Cox
- 2019 : You Need to Calm Down de Taylor Swift

### En tant que productrice
- 2010 : TRANSform Me (émission de télévision, productrice de 8 épisodes)
- 2011 : Style Exposed (mini série télévisée, productrice et scénariste d'un épisode sur les trois)
- 2014 : Laverne Cox Presents: The T Word (documentaire, productrice exécutive et co productrice)
- 2016 : Free CeCe de Jacqueline Gares (documentaire, productrice exécutive)
- 2018 : Glam Masters (émission de télévision, productrice des 8 épisodes)
- 2019 : Disclosure: Trans Lives on Screen (documentaire, productrice)

## Discographie

### Single
- 2018 : Beat For The Gods
- 2019 : Welcome Home (chanson utilisée pour la campagne de publicité Smirnoff Pride 2019)
- 2020 : America the Beautiful
- 2023 : Summertime : A TripHopera Part. 1
- 2023 : Der Tod Und Das Mädchen
- 2024 : Gretchen : A TripHopera Part. 2

## Distinctions

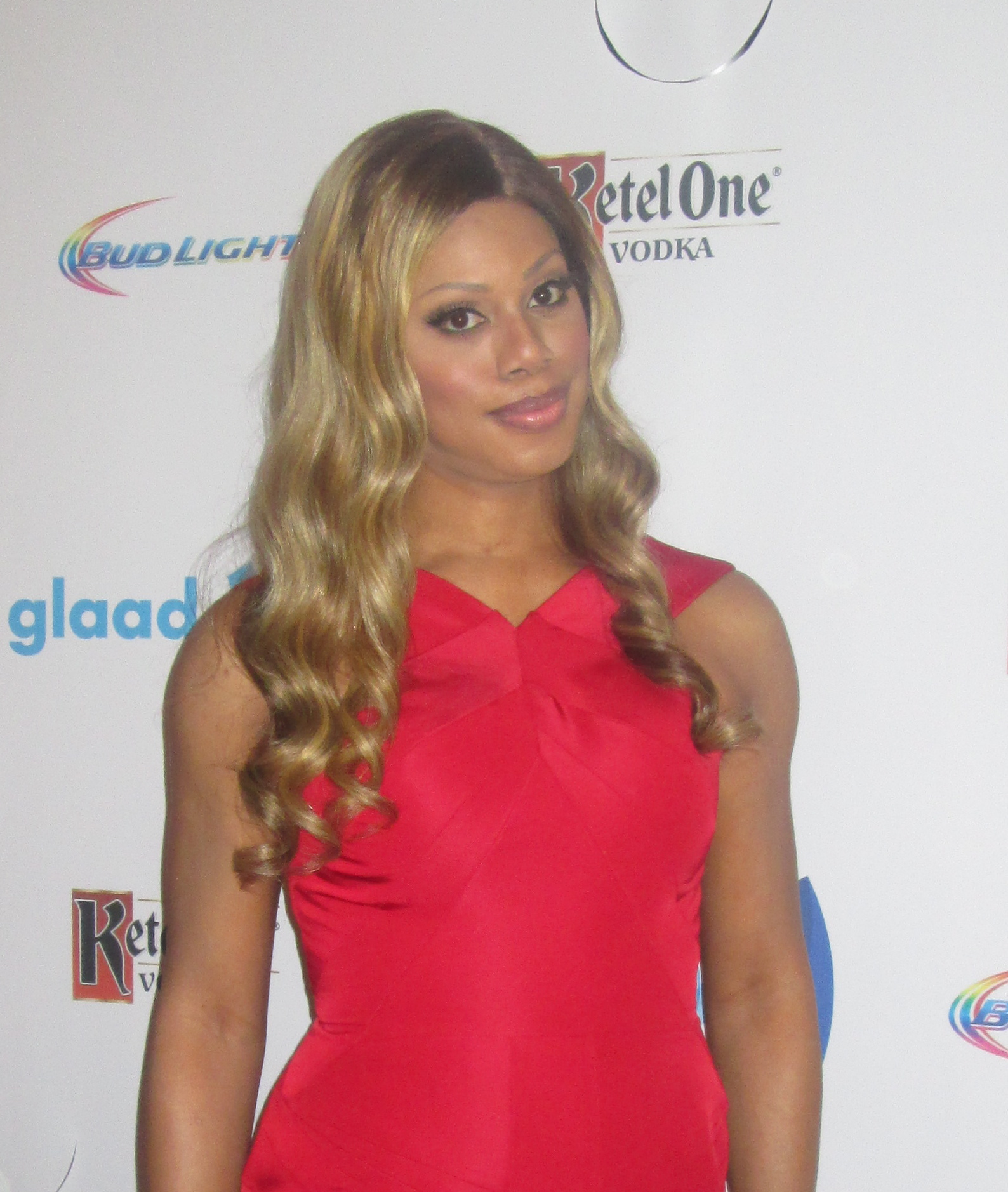
Laverne Cox, lors des GLAAD Media Awards 2014.

Sauf indication contraire ou complémentaire, les informations mentionnées dans cette section proviennent de la base de données IMDb.

### Récompenses
- Festival du film indépendant du Massachusetts 2013 : Meilleure actrice dans un second rôle pour Musical Chairs
- GLAAD Media Awards 2014 : GLAAD Awards d'honneur
- Dorian Awards 2014 : Révélation de l'année
- Daytime Emmy Awards 2015 : Prix spécial pour Laverne Cox Presents : The T Word
- Screen Actors Guild Awards 2015 : Meilleure distribution pour une série comique pour Orange Is the New Black[note 1]
- Screen Actors Guild Awards 2016 : Meilleure distribution pour une série comique pour Orange Is the New Black[note 1]

### Nominations
- Critics' Choice Television Awards 2014 : meilleure actrice dans un second rôle dans une série télévisée comique pour Orange Is the New Black
- Gold Derby Awards 2014 :
  - Interprète de l'année
  - Meilleure actrice invitée dans une série télévisée comique pour Orange Is the New Black
- Online Film & Television Association Awards 2014 : Meilleure actrice invitée dans une série télévisée comique pour Orange Is the New Black
- Emmy Awards 2014 : meilleure actrice invitée dans une série télévisée comique pour Orange Is the New Black
- NAACP Image Awards 2015 : Meilleure actrice dans un second rôle dans une série télévisée comique pour Orange Is the New Black
- NAACP Image Awards 2016 : Meilleure actrice dans un second rôle dans une série télévisée comique pour Orange Is the New Black
- Gold Derby Awards 2017 : Meilleure actrice invitée dans une série télévisée dramatique pour Orange Is the New Black
- NAACP Image Awards 2017 : Meilleure actrice dans un second rôle dans une série télévisée comique pour Orange Is the New Black
- Online Film & Television Association Awards 2017 : Meilleure actrice invitée dans une série télévisée dramatique pour Orange Is the New Black
- Emmy Awards 2017 : meilleure actrice invitée dans une série télévisée dramatique pour Orange Is the New Black
- Gold Derby Awards 2019 : Meilleure actrice invitée dans une série télévisée dramatique pour Orange Is the New Black
- Emmy Awards 2019 : meilleure actrice invitée dans une série télévisée dramatique pour Orange Is the New Black

## Voix francophones
En Belgique, Laverne Cox est doublée par Laurence César dans Orange Is The New Black, par Bernadette Mouzon dans Faking It.
En France, elle doublée par Armelle Gallaud dans Doubt et Inventing Anna.